# 埃維遜路站
埃維遜路站（英語：Elverson Road DLR station）是碼頭區輕便鐵路的一個車站，位於倫敦東北部的聖約翰斯地區。埃維遜路站是碼頭區輕便鐵路德特福德橋支線的車站。埃維遜路站位於倫敦第3收費區。